# Immanuel Höhn
Immanuel Höhn (* 23. Dezember 1991 in Mainz) ist ein ehemaliger deutscher Fußballspieler.

## Karriere
Er wuchs in Weiler bei Bingen auf und begann bereits mit drei Jahren bei Hassia Bingen, wo er bis zur E-Jugend spielte.
Zur D-Jugend wechselte er zum 1. FC Kaiserslautern und zum zweiten C-Jugend-Jahr wieder zurück nach Bingen am Rhein. Er ging dann für ein Jahr zum FK Pirmasens, bevor er zur Saison 2008/09 in die Jugend des SC Freiburg wechselte. Am 28. Februar 2010 feierte Höhn als Spieler der A-Jugend (U-19) beim 1:1-Unentschieden der zweiten Mannschaft (U-23) gegen den SV Wehen Wiesbaden II sein Debüt im Herrenbereich. Es folgten weitere fünf Einsätze in der Saison 2009/10, bevor er zur Saison 2010/11 fester Bestandteil der zweiten Mannschaft wurde.
In der Saison 2011/12 nahm Höhn als Spieler der zweiten Mannschaft fast ausschließlich am Training der Profis teil. Am 23. Januar 2012 unterschrieb er beim SC Freiburg seinen ersten Profivertrag und wurde somit zum festen Bestandteil der ersten Mannschaft. Am 5. Februar 2012 (20. Spieltag) bestritt Höhn beim 2:2-Unentschieden gegen den SV Werder Bremen sein Profi-Debüt über die volle Spielzeit. Am 21. Februar 2015 schoss er in der 25. Minute sein erstes Bundesliga-Tor beim 1:1 gegen die TSG 1899 Hoffenheim. Mit Freiburg stieg er am Ende der Saison 2014/15 in die zweite Bundesliga ab.
Zur Saison 2016/17 wechselte er für 750.000 Euro zum Erstligisten SV Darmstadt 98, wo er am 21. August 2016 sein Debüt bei dem 0:7-Auswärtssieg beim Bremer SV im DFB-Pokal für die Südhessen gab. Am Ende seiner ersten Saison stieg er dem Verein ebenfalls aus der Bundesliga ab, nachdem er zwölf Ligaspiele absolviert hatte. Auch in seiner ersten Zweitligasaison konnte er sich nicht als Stammspieler durchsetzen und absolvierte deswegen nur 19 Spiele. In seiner dritten Saison stand er schließlich in 25 Spielen auf dem Platz und konnte gegen den FC Erzgebirge Aue sein erstes Tor im Trikot der Lilien erzielen. In der Saison 2019/20 absolvierte er 25 Partien und schoss zwei Tore. Er stand in allen Partien 90 Minuten auf dem Platz. Die restlichen elf Partien verpasste er unter anderem wegen eines Verrenkungsbruchs des Sprunggelenks. In der nächsten Saison kam er unter Markus Anfang auf dreißig Ligaeinsätze, zwei Tore und erreichte mit der Mannschaft Platz 7 in der zweiten Bundesliga.
Der auslaufende Vertrag von ihm wurde nicht verlängert, weshalb er zu Beginn der Saison 2021/22 zum SV Sandhausen wechselte. Nachdem sein Vertrag in Sandhausen im Sommer 2023 ausgelaufen war, war Höhn zunächst bis Anfang September vereinslos, ehe er kurz vor Ende des Transferfensters in der viertklassigen Fußball-Regionalliga Nord beim FC Teutonia 05 Ottensen anheuerte.
Am 27. Februar 2024 übernahm Höhn interimistisch bis Saisonende den Cheftrainerposten beim FC Teutonia 05 Ottensen, der Klub hatte sich zuvor von Dominik Glawogger getrennt. Zugleich beendete er mit der Übernahme des Cheftrainerpostens seine Spielerlaufbahn. Höhn schloss die Regionalligasaison auf dem neunten Tabellenplatz ab, zudem gewann er mit der Mannschaft den Hamburger Pokal.
In der Sommerpause 2024 verließ er Ottensen und kehrte im Oktober 2024 als Verbindungstrainer zum SV Darmstadt zurück. Seit Februar 2025 ist er als Videoanalyst bei Darmstadt tätig.

## Erfolge
SC Freiburg
- Meister der 2. Bundesliga 2016 und Aufstieg in die 1. Bundesliga 2016
- Meister A-Junioren Bundesliga Süd/Südwest: 2008/09
- Deutscher A-Jugend-Pokalsieger: 2009